# Korochansky (huyện)
Huyện Korochansky (tiếng Nga: ? райо́н) là một huyện hành chính tự quản (raion), của Tỉnh Belgorod, Nga. Huyện có diện tích 1462 km², dân số thời điểm ngày 1 tháng 1 năm 2000 là 40100 người. Trung tâm của huyện đóng ở Korocha.